# Izomaltoză
Izomaltoza este o dizaharidă reducătoare similară cu maltoza, dar prezintă o legătură α-(1-6) în loc de α-(1-4). Ambii compuși sunt dimeri de glucoză. Este un produs de caramelizare al glucozei.